# James Kirkpatrick
Sir James Kirkpatrick, 8e Baronnet, huitième baronnet Kirkpatrick de Closeburn Castle dans le Dumfriesshire, né le 22 mars 1841 au Canada et mort le 10 novembre 1899 à Forest Hill, Kent, est un footballeur écossais. Il remporte la coupe d’Angleterre en 1878 avec le Wanderers Football Club.

## Biographie
James Kirkpatrick naît au Canada. Il est le deuxième fils de Sir Charles Sharpe Kirkpatrick, 6e baronnet et de Helen Stuart Kirk. Son père meurt en 1867 et son frère ainé Thomas lui succède. Thomas meurt à son tour sans descendance en 1880 et le titre échoie alors à James. Il étudie dans les grandes écoles avant de rejoindre l’amirauté en tant que clerc. Il est ensuite nommé au poste de secrétaire particulier de Lord George Hamilton, Premier Lord de l'Amirauté . Il épouse Mary Stewart de Peckham dans le Surrey le 24 avril 1872. Ils ont ensemble 6 enfants.
Kirkpatrick meurt à son domicile le 10 novembre 1899 à l’âge de 58 ans.

### Carrière dans le football
James Kirkpatrick est membre du Civil Service Football Club puis du Wanderers Football Club. Sa première apparition sous les couleurs des Wanderers a lieu le 2 février 1867. La feuille de match signale aussi la présence d'un « C. Kirkpatrick », peut-être le plus jeune frère Charles. Il devient ensuite un membre permanent du club jouant un total de 58 matchs au cours de 11 années suivantes. Il joue généralement au poste de gardien de but mais il joue aussi occasionnellement attaquant et marque 2 buts contre Forest Club en 1870 et Gitanos en 1876.

## Palmarès
Wanderers FC
- Vainqueur de la Coupe d’Angleterre 1878